# Ernest Legouvé
Gabriel Jean Baptiste Ernest Wilfrid Legouvé (París, 14 de febrero de 1807 - 14 de marzo de 1903) fue escritor francés, dramaturgo, poeta, moralista y crítico. Miembro de la Academia francesa. Considerado uno de los precursores del feminismo por sus textos sobre la historia moral de las mujeres y la defensa de su educación. Defendió la igualdad en la diferencia enfatizando la fundamental división entre los sexos y defendiendo la superioridad moral de las mujeres. 

## Biografía
Nacido en París, era hijo del poeta Gabriel-Marie Legouvé (1764 - 1812). Quedó huérfano de madre a los tres años de edad y su padre tuvo que ser internado en un psiquiátrico, muriendo allí dos años después. El niño heredó una fortuna considerable y fue educado con esmero por su tutor, Jean-Nicolas Bouilly (1763-1842), que también le encomendó el amor por la literatura.

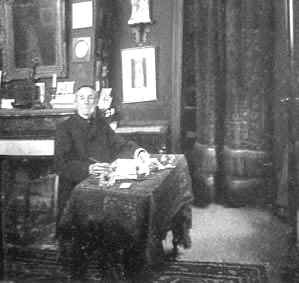
Ernest Legouvé en su mesa de trabajo.

Su poema La découverte de l'imprimerie fue premiado por la Academia francesa en 1827. Tres años más tarde publicó un libro de versos titulado Les Morts bizarres y, tiempo después, una serie de novelas que gozaron de un éxito considerable. 
Legouvé escribió numerosas obras de teatro. En colaboración con Eugène Scribe produjo las que son consideradas sus dos mejores obras: Adrienne Lecouvreur, con la que triunfó en la Comédie-Française en 1849, y Bataille de dames. El éxito del que gozó su tragedia sobre Medea en 1854, fue el factor determinante para su ingreso en la Academia francesa en el puesto del recientemente fallecido Jacques-François Ancelot. 
Adrien Hébrard le nombró responsable de la sección literaria del periódico Le Temps.
Logró su reputación sobre todo con las conferencias que impartió sobre los derechos de las mujeres y la educación progresista de los niños, defendiendo especialmente la educación física. 

### Defensa de la educación de las mujeres
Legouvé está considerado como un precursor en la defensa de los derechos de educación de las mujeres. Legouvé consideraba que la Revolución francesa fracasó porque ignoró los derechos de las mujeres. Creía que la fraternidad es una virtud femenina que deriva del amor a las mujeres. Propagó la igualdad de derechos en la diferencia enfatizando la fundamental división entre los sexos y defendiendo la superioridad moral de las mujeres. Apoyaba las demandas de las mujeres en su vocación profesional pero negaba su necesidad de votar.
En 1847 realizó diversas lecturas en el Collège de France sobre "la historia moral de las mujeres" con un éxito considerable que publicó en 1848.
Entre las publicaciones referidas a las mujeres, la familia y los hijos La Femme en France au XIX siècle (La mujer en Francia en el siglo XIX) (1864, nueva edición ampliada de 1878), Messieurs les enfants (1868), Conférences parisiennes (1872) y Une éducation de jeune fille (1884). 
Su defensa por una mejor educación le valió el nombramiento en 1881 como director de estudios de la Escuela Normal Superior de París e inspector general de la Instrucción pública para educación femenina y escuelas secundarias. Sus ideas fueron bien acogidas por el feminismo europeo, John Stuart Mill  y las feministas alemanas Hedwig Dohm y Lily Braun.
Entre 1886 y 1887 publicó una autobiografía en dos volúmenes, Soixante ans de souvenirs, en la que destaca un capítulo completo dedicado al compositor y escritor Hector Berlioz, de quien fue amigo íntimo.

## Vida personal
Era un apasionado de la esgrima, deporte que practicó a lo largo de toda la vida, y fue considerado uno de los mejores esgrimistas franceses a pesar de que siempre rehusó batirse en duelo. 
El 6 de febrero de 1834 se casó con Sophie-Georgina de Courbon Mackenzie en París. A partir de entonces Légouvé

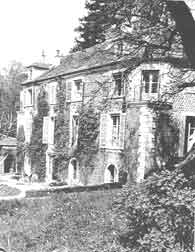
La «Maison Rouge», en el número nueve de la calle de Nandy.

y su familia alquilaron varias casas en Seine-Port. La última de ellas, la «Maison Rouge» en el número nueve de la calle de Nandy, la alquiló en 1842 y finalmente la compró siete años después. Durante el resto de su vida adquirió la costumbre de pasar allí los meses de verano, de junio a noviembre, y era donde recibía a su círculo de amistades: Eugène Labiche, Charles Gounod, Eugène Scribe, Victor Schoelcher, Jean Reynaud, François Coppée, los pintores Élie Delaunay y Amaury Duval, el escultor Aimé Millet.

## Citas
"Antes de llegar a su posición final, el trabajo de M. Legouvé, la historia moral de la mujer, tuvo dos formas diferentes. Tras un trabajo incluido en la nueva Enciclopedia, a continuación, el autor impartió un curso en el Colegio de Francia. Fue en medio del tumulto de 1848. Francia acababa de precipitarse en una revolución ... El curso del Sr. Legouvé fue uno de los episodios de esta revolución ... Cuando terminó, Legouvé resumió sus lecciones en un volumen que apareció en 1849. Dos ediciones in-8 no fueron suficiente para la avidez de los lectores. El volumen, hoy se convierte en in-12; y tiene el honor de una edición popular. La historia moral de las mujeres es cuanto menos el estudio de una cuestión ciertamente muy interesante. Se trata de saber si las mujeres desempeñan en la familia y en la sociedad la posición que se merecen. El autor examina su posición como hijas, como esposas, como madres ... Critica a nuestra moral, critica nuestras leyes ... "
— Vincent-Félix Vallery-Radot , Le Constitutionnel, 29 de abril de 1856

## Publicaciones
- Le mérit des femmes
- La historia moral de las mujeres[6] Introducción y traducción al español de Narciso Gay (1860)